# Duraisamy Simon Lourdusamy
Duraisamy Simon Lourdusamy (Kalleri, Pondicherry, 5 de fevereiro de 1924 - Roma, 2 de junho de 2014) foi um cardeal católico indiano e prefeito emérito da Congregação para as Igrejas Orientais.

## Biografia
Ele foi o sétimo dos doze filhos de Simon Duraisamy, que era um homem justo e com quem os aldeões obtinham orientação para resolver disputas, e sua esposa Annamary, conhecido como Matharasi. Seu irmão mais novo, Duraisamy Simon Amalorpavadass, era um sacerdote e teólogo de renome que morreu em um acidente de carro a caminho de Bangalore a partir de Mysore.
Ele recebeu sua educação primária do Padre Gavan Duffy, MEP, em Tindivanam. Em seguida, entrou no Seminário Menor de Santa Inês em Cuddalore e terminou seus estudos secundários na Escola Superior São José de Cuddalore. Então, estudou no Loyola College em Madras e foi para a Pontifícia Universidade Urbaniana, em Roma, onde obteve o doutorado em Direito Canônico, em 1956. Lourdusamy obteve 100% em todos os seus exames em estudos Direito Canônico, algo que nunca havia ocorrido em outras universidades romanas antes. Ele era um pianista ávido.
Ordenado padre em 21 de dezembro de 1951, na Igreja das Sete em Tindivanam, Pondicherry, por Auguste Siméon Colas, M.E.P., arcebispo de Pondicherry e Cuddalore. Sucessivamente, entre 1951 e 1962, exerceu o ministério pastoral na Arquidiocese de Pondicherry; mais estudos em Roma; chanceler da arquidiocese e secretário do arcebispo de Pondicherry, Ambrose Rayappan; diretor do semanário católico Sava Viaby, em lingua Tâmil; diretor da Associação dos Médicos Católicos; diretor da Aliança Católica de Estudantes de Medicina; diretor da Associação Newman; diretor da União dos Estudantes da Universidade Católica.
Eleito bispo-titular de Sozusa na Líbia e nomeado bispo-auxiliar de Bangalore em 2 de julho de 1962, foi consagrado em 22 de agosto de 1962, na Catedral da Imaculada Conceição em Pondicherry, por Ambrose Rayappan, arcebispo de Pondicherry e Cuddalore, assistido por Rajarethinam Sundaram, bispo de Tanjore e por Daniel Paul Arulswami, bispo de Kumbakonam. Frequentou o Concílio Vaticano II. Promovido a arcebispo-titular de Filipe na Grécia e nomeado arcebispo-coadjutor, com direito de sucessão de Bangalore em 9 de novembro de 1964. Frequentou a Primeira Assembleia Ordinária do Sínodo dos Bispos, na Cidade do Vaticano, entre 29 de setembro e 29 de outubro de 1967. Vice-presidente da Conferência Pan-asiática catequético-litúrgica ocorrida em Manila, em 1967. Sucedeu à Sé metropolitana de Bangalore em 11 de janeiro de 1968. Em 2 de março de 1971, é nomeado secretário adjunto da Sagrada Congregação para Propagação da Fé. Renunciou ao governo pastoral da arquidiocese em 30 de abril de 1971. Em 26 de fevereiro de 1973, é nomeado secretário da Sagrada Congregação para Propagação da Fé, presidente das Pontifícias Obras Missionárias e vice-grão-chanceler da Pontifícia Universidade Urbaniana. 
Criado cardeal-diácono no consistório de 25 de maio de 1985, recebeu o barrete vermelho e a diaconia de Nossa Senhora das Graças na Fornaci fuori Porta Cavalleggeri na mesma data. É nomeado prefeito da Congregação para as Igrejas Orientais em 30 de outubro de 1985. Participou da II Assembléia Extraordinária do Sínodo dos Bispos, na cidade do Vaticano, entre 24 de novembro e 8 de dezembro de 1985 e da VII Assembleia Ordinária do Sínodo dos Bispos de 1 a 30 de outubro de 1987. Foi o enviado especial do Papa João Paulo II para as cerimônias de encerramento do Ano de São Vilibrordo, em Luxemburgo, de 3 a 5 de junho de 1990. Resignou da prefeitura em 24 de maio de 1991, depois de sofrer um ictus. Tornou-se cardeal protodiácono em 5 de abril de 1993. Passou para a ordem dos cardeais-presbíteros e sua diaconia foi elevada a titular pro hac vice em 29 de janeiro de 1996. Foi legado papal especial para o funeral de Madre Teresa de Calcutá, na Índia, em 13 de setembro de 1997. Ele visitou 110 países, recebendo inúmeras distinções em reconhecimento do seu trabalho.
Faleceu em 2 de junho de 2014, em Roma. Ao saber da notícia da morte do Cardeal Lourdusamy, o Papa Francisco enviou um telegrama de condolências ao arcebispo Anthony Anandarayar de Pondicherry e Cuddalore, na Índia. Na quinta-feira 5 de junho de 2014, às 11h30, no Altar da Cátedra da Basílica de São Pedro, teve lugar as exéquias do cardeal, que foi celebrada pelo cardeal Angelo Sodano, decano do Colégio dos Cardeais, juntamente com os outros cardeais, arcebispos e bispos. No final da cerimônia eucarística, o Papa Francisco presidiu o rito da Ultima Commendatio e do Valedictio.

## Conclaves
- Conclave de 2005 - participou como não-votante da eleição do Papa Bento XVI
- Conclave de 2013 - participou como não votante da eleição do Papa Francisco